# 제시 레예스
제시 레예스(Jessie Reyez, 1991년 6월 12일 ~ )는 캐나다의 싱어송라이터이다. 콜롬비아 혈통을 갖고 있다.
2016년 발매된 싱글 "Figures"가 빌보드 트위터 이머징 아티스트 차트 49위에 오르는 등 인기를 얻으면서 이름을 알렸다.

## 음반 목록

### EP
- Kiddo (2017)
- Being Human in Public (2018)